# 武宁路地道
武宁路地道又称武宁路快速化改建工程，是位于中华人民共和国上海市武宁路地下的一条城市快速路，全长3.5公里，设双向四车道，2022年12月9日通车。

## 工程
武宁路地道西起 京沪高速中环路立交，东至东新路，旨在缓解京沪高速至城区一段武宁路的拥堵。工程于2018年1月5日正式开工，2022年7月底完成结构贯通。
武宁路地道工程在中山北路武宁路口穿越内环立柱和一根直径3.5米的总污水管，施工过程中不仅需要保护水管不受破坏，而且还要对水管本身进行加固。此外，武宁路地道此段与上海轨道交通14号线中宁路站至东新路站区间重叠，敞开段位于东新路站上方。两个工程重叠施工，地面交通组织较为复杂。

## 出入口
在工程上，将武宁路地道以高架立交形式直接接入内环线是可行的，但是这种方案将进一步加大内环线的压力。因此实际采用“软连接”方案，车辆从武宁路地道转入内环需要经过武宁路地面道路。
武宁路地道的出入口有：
- 中环主线出入口
- 大渡河路入口（东新路方向入）
- 兰溪路出口（中环方向出）
- 中山北路出入口（东新路方向出，中环方向入，往内环需从此出口出）
- 东新路主线出入口（出地道车辆不可左右转）